# Vincent Cainkar
Vincent Cainkar, slovenski društveni delavec, * 22. november 1879, Jastrebci, † 24. september 1948, Chicago, ZDA.

## Življenje in delo
V Združene države Amerike se je preselil leta 1904 ter začel nekaj let kasneje delovati med slovenskimi izseljenci. Leta 1918 je bil na 7. kongresu slovenske narodne podporne jednote (SNPJ) izvoljen za poklicnega predsednika, ter bil na naslednih konvencijah vedno ponovno izvoljen, tako da je bil na čelu te največje slovenske narodne organizacije skoraj 30 let. V času njegovega predsednikovanja je postala SNPJ največja dobrodelna organizacija Slovencev v ZDA. Pri vodenju SNPJ je bil odločen in načelen, vztrajal je pri temeljni socialistični usmeritvi. V času 2. svetovne vojne je veliko deloval v odborih za zbiranje pomoči Jugoslaviji.